# Francs-tireurs et partisans
Die Francs-tireurs et partisans (FTP manchmal FTPF; deutsch Freischärler und Partisanen) waren eine Widerstandsorganisation der französischen Résistance gegen die deutschen Besatzer im Zweiten Weltkrieg. Das Wort Franc-tireur bedeutet wörtlich übersetzt Frei-Schütze. Mit diesem Begriff wurden schon seit napoleonischen Zeiten irreguläre, also nicht einer bestimmten Armee angehörende, Kämpfer bezeichnet.
Die FTP wurden Ende 1941, nach dem deutschen Überfall auf die Sowjetunion, von der Kommunistischen Partei Frankreichs gegründet und von Charles Tillon geleitet, der den Kontakt zu den untergetauchten Jacques Duclos und Benoît Frachon hielt. Sie fasste die drei bestehenden Organisationen Bataillons de la jeunesse, Organisation spéciale und main d’œuvre immigrée zusammen. Bewährte Gewerkschafter wie Eugène Hénaff, Jules Dumont  und Albert Ouzoulias übernahmen Führungspositionen. 1944 sammelten sich Organisation de résistance de l’armée (ORA; Giraudisten), Armée secrète (gegründet von Jean Moulin) und die FTP unter der neu gegründeten Forces françaises de l’intérieur, blieben aber jeweils selbstständig. Im September 1944 wurde die FTP aufgelöst.

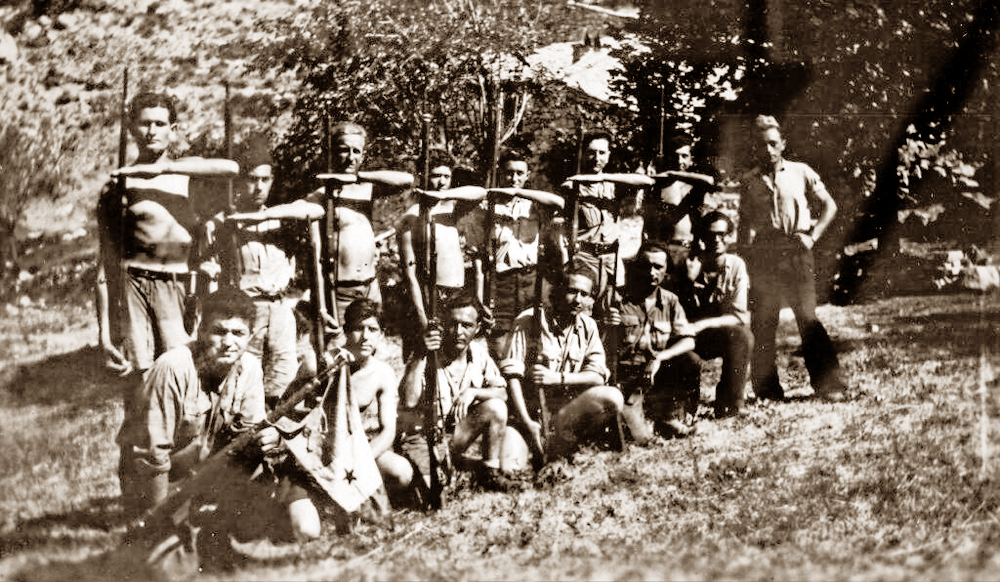
FTP-Maquisards Châteauneuf-de-Bordette, 1944
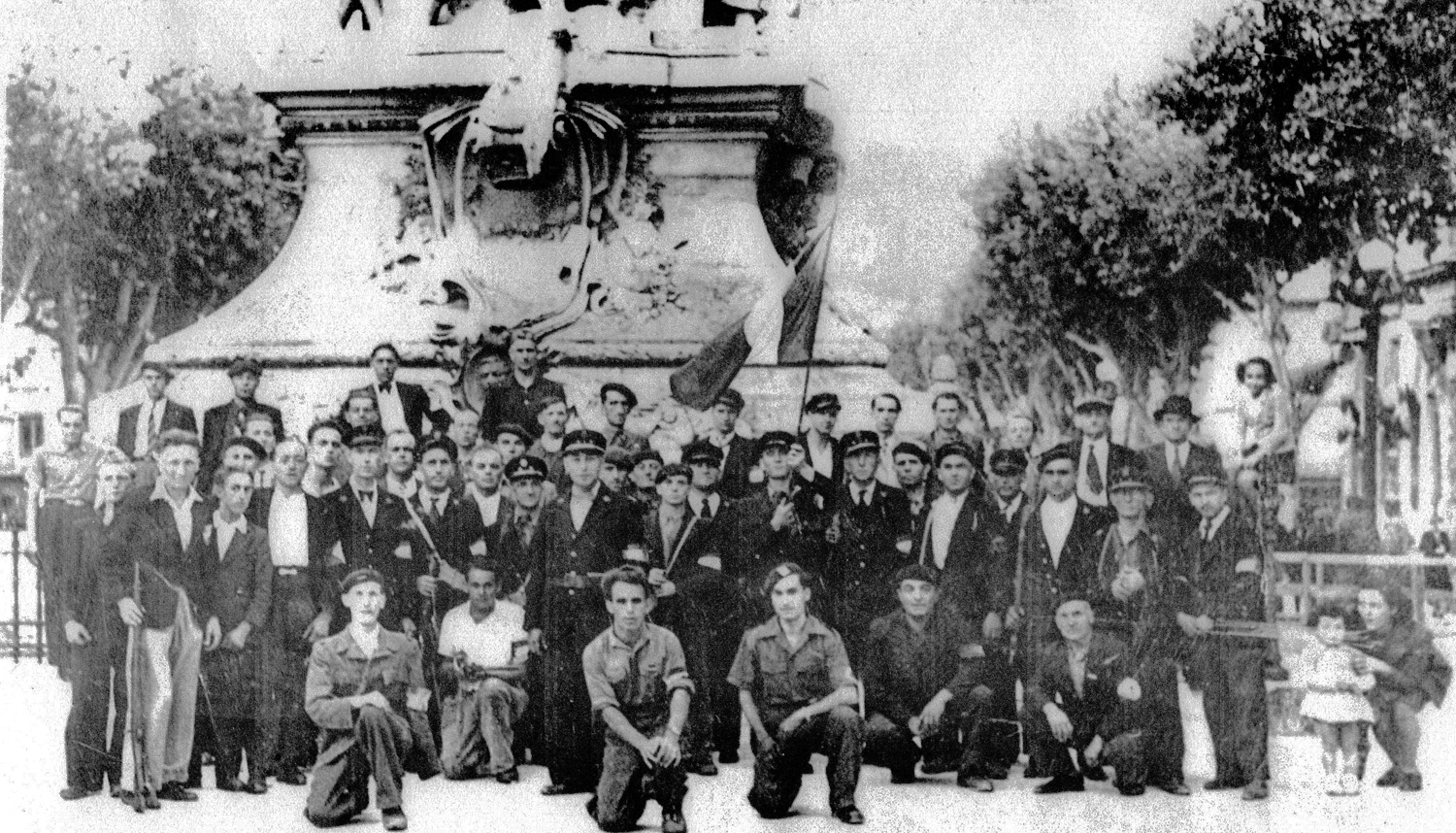
FTP-Angehörige nach der Befreiung Avignons, 1944
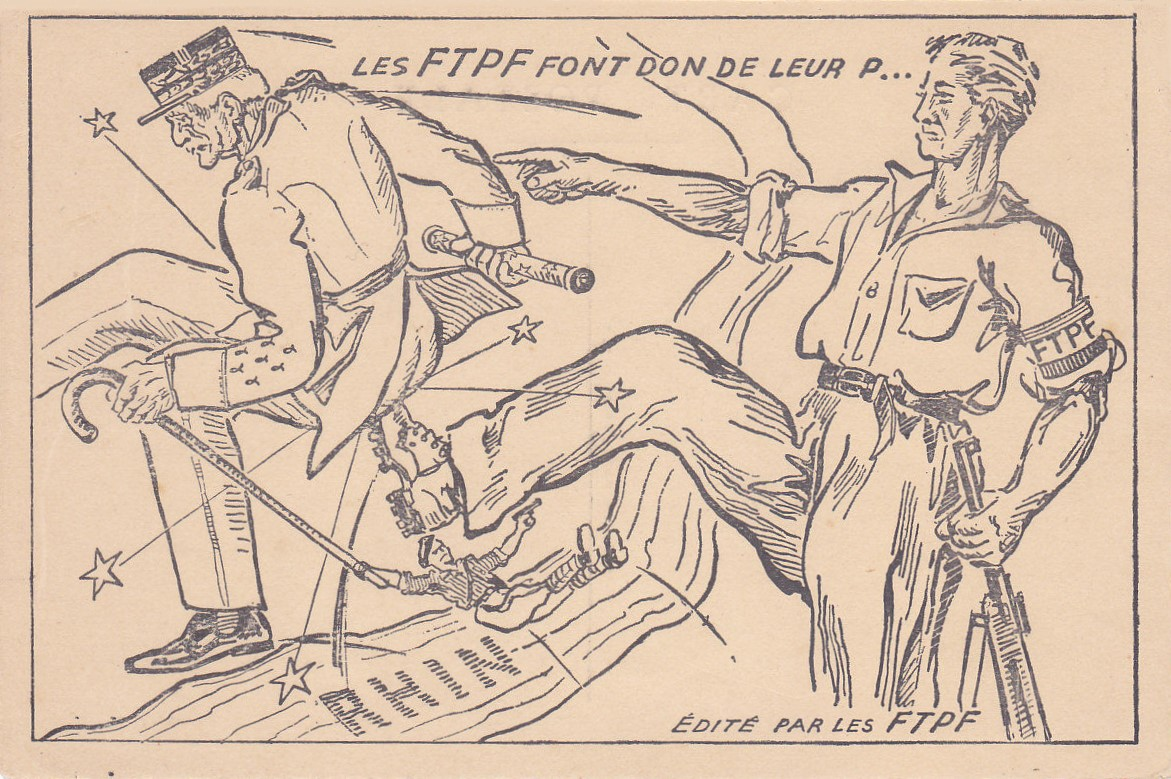
Anti-Petain-Propaganda, etwa 1944